# Обитель Анубіса
Обитель Анубіса (англ. House of Anubis) — американський телесеріал про групу з восьми підлітків, що живуть в Обителі Анубіса — елітній англійській школі-інтернату. Історія починається з приїзду в школу американки Ніни Мартін, що жила до цього зі своєю бабусею через смерть батьків. У той же час зникає одна з учениць Джой Мерсер, а власник маєтку Віктор Роденмар намагається знищити всі сліди її присутності в школі.

## Сюжет
У школі-інтернаті «Обитель Анубіса» пропадає учениця Джой Мерсер. Це дуже стурбувало її подругу Патрісію. Під гарячу руку потрапила новоприбула Ніна Мартін. Патрісія звинувачує її у всьому, хоча та нічого не знала про Джой. Незабаром Ніна зустрічає Сару — бабусю, яка раніше жила в «Обителі Анубіса». Вона дарує Ніні намисто у вигляді ока Гора.
Патрісія говорить Ніні, що всі новачки повинні, пройти посвяту, принісши будь-який предмет з горища. Ніна краде ключ від горища і йде туди. Незабаром вона розуміє, що в будинку є безліч загадок. Протягом багатьох серій до неї приєднуються Фабіан Раттер, Ембер Міллінгтон, Патрісія Вільямсон, Алфі Льюїс і Джеромі Кларк і вони всі разом засновують товариство «Сібуна». Джеромі деякий час допомагав їх ворогові Руфусу Зіно, який хотів отримати еліксир безсмертя. Проти команди виступає товариство вчителів «Анх»: Віктор Роденмар, Ерік Світ, Дафна Ендрюс, Джейсон Вінклер, Делія (прізвище невідоме) і Фредерік Мерсер.
Перемагає звичайно ж «Сібуна». А Мара Джефрі й Мік Кемпбел нічого не знають про це і живуть життям звичайних тінейджерів.